# Szürkebóbitás gibbon
A szürkebóbitás gibbon (Nomascus nasutus) egy gibbonfaj. Az egyik legkritikusabban veszélyeztetett főemlős a világon. Az erdőirtás, az emberi beavatkozás és az orvvadászat miatt a kihalás súlyosan veszélyezteti.

## Előfordulása
Kína délkeleti és Vietnám északi részén, kis területen honos.

## Életmódja
A faj az élete nagy részét a fán tölti. Táplálkozása főleg gyümölcsök, levelek, virágok, néha rovarokból áll.